# 赤羽末吉
赤羽 末吉（あかば すえきち、1910年5月3日 - 1990年6月8日）は、日本の絵本画家、絵本作家、舞台美術作家。絵本『スーホの白い馬』で知られ、日本の絵本画家として初めて国際アンデルセン賞画家賞を受賞した。
三男はフランス文学者・上智大学名誉教授の赤羽研三。

## 来歴

### 生い立ち
東京市神田区美土代町（現・東京都千代田区神田美土代町）に、青田小太郎とさ登（さと）の間に生まれる。1913年当時の戸籍の住所は「北豊島郡日暮里町大字金杉」（現・荒川区東日暮里）と記載されており、そこで暮らしていたとされる。赤羽茂乃によると小太郎の職業は判然とせず、末吉は後年「これといって仕事もせず、町の顔役ってとこかな」と回想した。戸籍上は兄4人と義姉（父の養女）2人を合わせた7人兄弟の末っ子だった。9歳の時に、深川に義姉1人とともに転居し、臨海尋常小学校（現・江東区立臨海小学校）に6年生まで通った。幼少期の末吉は「立ち絵」と呼ばれる紙芝居に熱中し、また映画（活動写真）にも足繁く通った。5歳頃に映画として初めて見た『野ざらし』には強い影響を受け、落語も愛好するようになる。「立ち絵」の題材や深川界隈にいた舞子、歌舞伎などの絵を描いた。
1923年4月、旧制順天中学校（現・順天中学校・高等学校）に進学。中学進学と同時に、赤羽房次郎の養子となるが、深川暮らしはそのままだった。その年9月、関東大震災に遭遇、家族とともに相生橋に逃げ、そこから岸に抜け出し川に入って助かった。家がなくなったため、震災後は根岸（現・台東区下谷2丁目）にあった養父宅で暮らす。しかし、養父との関係はよくなかったとされる。この時期、末吉は文学に耽溺し、親友2人と同人誌を作るまでになる。また、フリッツ・ラングの監督映画『ジークフリート』（『ニーンベルンゲン』の第1部）には強い印象を受け、後年までポスターを保存して、絵本にも影響を与えた。

### 満州時代まで
1928年に中学を卒業。卒業後は定職にも就かず、日本画家に入門したものの、旦那衆の宴席で即興の絵を描いて金をもらう師匠たちの姿に失望して短期間で辞めてしまう。1929年頃には築地小劇場に熱中、舞台芸術家を志した。1931年には3か月だけ日本プロレタリア美術家同盟の研究所に所属し、講師の八島太郎からデッサンの教えを受けた。
1932年、22歳で義姉を頼って関東州の大連市（現在の中国遼寧省）に移住。大連では義姉の夫が運営する運送会社に住み込みで働く。ある日街頭で見かけた『コドモノクニ』（1932年6月号）の初山滋による表紙絵に強く魅せられ（自身でその号を購入した）、再び絵を描き始める。大連在住の画家・甲斐巳八郎と知り合い、1933年には甲斐らの起こした「満州郷土色研究会」に参加する。また、雇い主の知り合いの娘と勧められて交際を始め、1934年6月に結婚した。
満洲電信電話会社（満洲電電）がアメリカ合衆国から輸入する機材の通関業務を勤務先が請け負った縁で、先方から「絵の描ける人材」としてスカウトされ、1936年に入社、満州電電本社のあった新京（当時の満洲国の首都で、現・吉林省長春市）に家族とともに移住した（もっとも入社から5年ほどは絵を描く仕事は来なかったという）。新京では同じ満洲電電に勤めていた森繁久弥、満州電業の芦田伸介、さらに満州で活動していた文化人（檀一雄・木山捷平・逸見猶吉・北村謙次郎・長谷川濬ら）などと交友を持った。
末吉の絵はほとんど独学であったが、1940年の第3回満州国美術展覧会（国展）の東洋画（日本画）で特選（大臣賞に次ぐ次点）となったのを皮切りに、1942年の第5回まで3回連続して同部門特選となり、日本画家としての地位を確立した。これにより、満洲電電でも広報班で宣伝ポスターなどの業務に就くようになる。また、満州時代は旅を好み、一人であちこちに旅行した。1943年には、満州国政府が企図したチンギス・ハーン廟の壁面壁画の取材として内モンゴルを1か月以上にわたって他の5名のメンバーとともに旅行し、多くの写真を残す。帰路には雲崗石窟にも立ち寄った。
1945年8月のソ連対日参戦後も一家で長春となった新京にとどまる。1946年には日本人向け新聞を刊行していた東北導報社から刊行された『児童讀本』の表紙や挿絵を描いた。ソ連軍撤退後に八路軍（中国共産党軍）が進駐すると、他の日本人画家とともに共産党の宣伝ポスター制作を命じられる。その後中国国民党軍が代わって進駐し、共産党占領下の仕事が非難されかかるが、蔣介石のポスターを描いて難を逃れた。国民党軍からの依頼で絵画指導などの留用者という身分になるものの、あてがわれた仕事はいずれもうまくいかなかった。次に指示された仕事を拒否して留用者の地位を失う。国共内戦の危険もあり、末吉は帰国を決意する。1947年8月下旬に長春を出発、途中奉天で40日間収容所に入れられ、9月29日に胡蘆島から出航、10月7日に佐世保港に上陸したが、船内で発生した麻疹のために20日以上も隔離された後、熊本県人吉市にあった妻の母親の実家に到着した。しかし、世話ができないという先方の意向に沿い、10日ほどの滞在で出発して11月11日に東京に戻り、月島にある兄の家に身を寄せた。

### 日本帰国後
東京に戻った末吉は挿絵やポスター、看板などの仕事を手がけたが、収入は一家を支えるには及ばず、妻が銀座の千疋屋に勤務した。しかも、その年の12月から1948年4月にかけ、次男（2歳）、次女（5歳）、長女（12歳）を相次いで亡くす。1948年8月、職業安定所からの紹介で、連合軍最高司令官総司令部 (GHQ)の民間情報教育局 (CIE)にデザイナーとして採用される。1951年秋、北多摩郡府中町（現・府中市）の都営住宅に転居した。また、1949年に三男（研三）、1952年に四男をもうけている。1952年に連合軍の占領が終わると、末吉は駐日アメリカ合衆国大使館文化交換局展示部展示課に移り、1969年まで勤務する。主な仕事は大使館が日本国内で手がけるアメリカの文化や産業などの展示会の設営や撤収だった。大使館の仕事は多くの出張が伴ったものの、当時の日本では珍しい完全週休二日で残業もない上に給与はよく、余暇に描画や旅行をすることができた。
画業は挿絵が中心で、1952年頃には毎日新聞に「山おくの花火」という3コマ漫画（文章は柴野民三）を連載した。1959年には「民話屏風」により、日本童画会展で茂田井武賞を受賞した。
1957年頃、茂田井武の遺作となった絵本『セロひきのゴーシュ』（原作：宮沢賢治、福音館書店）に接して感銘を受ける。これを契機に絵本画家となるべく、福音館書店の松居直に手紙を送って面会し、画家として採用される。その席で末吉が伝えた「雪国が描きたい」という希望に、松居は後日瀬田貞二（再話）の『かさじぞう』を依頼した。絵本『かさじぞう』は1961年1月発売の『こどものとも』58号に掲載され、末吉は50歳で絵本画家としてデビューする。
『かさじぞう』の制作前後に、松居に第二作の希望を問われ「蒙古ものがかきたい」と答える。1961年6月、松居から大塚勇三の『スーホの白い馬』を、『こどものとも』の穴埋め原稿として依頼され、10月刊行の『こどものとも』67号に掲載された。1か月での作画の上、色刷りが末吉の意と異なっていたため個人的には満足できない仕上がりだったが、再版希望が版元に寄せられたこともあり、横型の大判絵本（末吉の提案による）に描き直されて1967年に再版された。
この間、1965年に最初のサンケイ児童出版文化賞（『ももたろう』『白いりゅう黒いりゅう』）を受賞、さらに『スーホの白い馬』で1968年に再度受賞し、絵本作家としての評価を確立、1969年にアメリカ大使館を退職して専業の絵本画家となった。退職後、神奈川県鎌倉市に自宅兼アトリエを新築して1970年に転居する。これに先立ち、1965年には長野県信濃町の黒姫山麓に別荘を建て、町の意向に協力する形で周辺を「黒姫山荘」という別荘地にする活動も手がけた。この別荘地にはいわさきちひろやいぬいとみこらも別荘を構え、彼らを含めた住人と交流した。専業作家となってからも精力的に作品を世に送る一方で、1974年からセミナー「絵本の学校」（黒姫など数カ所で開催）の校長兼講師を務めるなど、後身の育成にも取り組んだ。
一方、絵本を読んだ木下順二の依頼で、1962年に木下が脚本を担当した名古屋西川流の舞踊劇『花若』の舞台美術（衣装を含む）を手がける。これを契機に、主に名古屋西川流の舞踊劇（脚本は木下のほか、松山善三、北條秀司ら）10作で舞台美術を担当した。
1980年3月27日、日本人では初となる国際アンデルセン賞画家賞の受賞が決定し、チェコスロバキアのプラハでの授賞式のために同年9月から10月にかけて渡欧した。日本の日本国際児童図書評議会から国際児童図書評議会 (IBBY)へ末吉の推薦書（ドシエ）を書いたのは渡辺茂男で、授賞式には末吉と同行した。
1986年には『鳥獣人物戯画』をヒントにした創作絵本『おへそがえる・ごん』（全3巻）を刊行、これが最後のオリジナル絵本となった。この絵本には手塚治虫が関心を示し、一部を実験アニメにしたいと書いた手紙を末吉に送っている。
1987年には脳梗塞で入院、退院後に肝硬変が発覚するなど体調を落とし、1990年春には家族に（手がけていた）『風の又三郎』が完成したら絵本の執筆から引退するとも話したという。1990年6月8日、肝硬変に由来する食道静脈瘤破裂により死去。生前最後の絵本は宮沢賢治の『ひかりの素足』で、『風の又三郎』は原画3枚のみで未完となった。
末吉自身は全作品を居住した鎌倉市に寄贈する意向だったが、市側は原画のみを受け入れるとしたため、1998年に遺作展を開催したいわさきちひろ絵本美術館（現・ちひろ美術館・東京）に遺族より寄贈された。寄贈時点での資料は原画など約6900点で、その後発見されたものを加えて2020年時点では7000点近くに増えている。

## 作風
伝統的な墨絵の技法を生かした『かさじぞう』では日本の雪を描き、壮大な歴史絵巻の『源平絵巻物語』では絢爛豪華な大和絵を展開した。ダイナミックで生命力あふれる造形から素朴な美しさまで表現したが、松居直は「絵本独特の機能、働き」を熟知し、何より「物語をよく読みとり、その物語を絵で表現できる」稀有な人物だったとしている。また、鬼を題材とした絵本を多く手がけたことから「鬼の赤羽」の異名も付けられていた。
手掛けた作品も古典、昔ばなしに留まらず民話、創作絵本に及び、国内のみならず海外からも評価を得た。
東京育ちだったが、満州時代に山形県から入植した満蒙開拓団が雪の少ない現地で暮らしているのに接して、雪国に対する興味を抱く。帰国後にも、冬に休暇を取って新潟県や東北地方の豪雪地帯を旅行しスケッチした。前記の通り、絵本画家としてデビューするときには「雪国の話」を望んで『かさじぞう』を制作し、その後も『つるにょうぼう』などに雪国の取材は生かされた（ただし、雪を描いた絵本自体は6点で、全作品の中では少数である）。
日本画家であった満州時代にすでに、子供への愛情や童心を絵の特徴として杉村勇造や桑原宏に指摘されていた。

## 人物
満州在住時代は、日本人があまり近寄らない「城内」と呼ばれる現地人の住む地区に一人でしばしば出かけ、スケッチなどの傍ら店を物色して売られているものを食べたという。「満州郷土色研究会」が出した『苦力素描』というルポルタージュ形式の文集にも参加した。しかし、満州国に暮らしたことは戦後末吉に悔恨の念を生んだ。1983年、「日本民間文学代表団」という集まり（松居直や君島久子らも参加）で36年ぶりに訪中、北京で開いた中国側関係者との食事会で挨拶した際に、戦争当時大人だった自分は中国に対して罪人なので絶対に観光では訪中しないが、中国の役に立つことがあれば喜んで訪れる、それが今回実現したという話をした。帰国後、家族に「ほんの少しだけれど、肩の荷が下りたよ」と話したという。この旅行では制作中だった絵本『あかりの花』の取材のため、貴州省のミャオ族の村も訪問した。
また、満州で郷土玩具を熱心に集め、引き揚げの際は荷物になるため持参をあきらめたが、スケッチにして残した。帰国後は意識してコレクションこそしなかったものの、その興味と絵本の題材となる民話に共通性があることを自ら記し、晩年まで愛好した。
若い頃に熱心に通った築地小劇場では、山本安英に熱を上げた。後年、木下順二の舞台芸術を手がけて、山本とかかわることになった。
駐日アメリカ大使館に勤めながら、全く英語を話さなかった（仕事の会話は通訳を介した）。しかし、冷遇されることはなく館内では有名人だったという。

## 著作
- 『おおきなおおきなおいも 鶴巻幼稚園・市村久子の教育実践による』作絵 福音館書店、1971年
- 『源平絵巻画集』岩崎書店、1975年
- 『鬼のうで』文と絵 偕成社、1976年
- 『絵本わらべうた』偕成社、1977年
- 『そら、にげろ』偕成社、1978年
- 『へそとりごろべえ』詩と画 童心社、1978年
- 『絵本よもやま話』偕成社 1979年
- 『私の絵本ろん』偕成社、1983年
- 『私の絵本ろん 中・高校生のための絵本入門』平凡社<平凡社ライブラリー>、2005年
- 『おへそがえる・ごん』全3巻 作絵 福音館書店、1986年

### 挿画
日本の民話
- 瀬田貞二『かさじぞう』福音館書店、こどものとも 58号/1961年1月号、単行本1966年
- 松居直『だいくとおにろく』福音館書店、こどものとも 75号/1962年6月号
- 松居直『こぶじいさま』福音館書店、1964年
- 松居直『ももたろう』福音館書店、1965年
- 矢川澄子『つるにょうぼう』福音館書店、1979年
- 宮沢賢治『水仙月の四日』創風社、1997年

中国・モンゴルの民話
- 大塚勇三『スーホの白い馬』福音館書店、1967年
初出は『こどものとも』1961年10月号。前記の通り、再版は全面的に描き直されている。
- 君島久子訳『王さまと九人のきょうだい 中国の民話』岩波書店、1969年

## 賞歴
※絵本およびその業績に対するもの
- サンケイ児童出版文化賞
  - 1965年（『ももたろう』『白いりゅう黒いりゅう』）
  - 1968年（『スーホの白い馬』）
- 厚生省児童文化福祉奨励賞 - 1968年（『スーホの白い馬』）
- 講談社出版文化賞 - 1973年（『源平絵巻物語 衣川のやかた』）
- ブルックリン美術館絵本賞 - 1975年（『スーホの白い馬』）
- 小学館絵画賞 - 1975年（『ほうまんの池のカッパ』）
- 国際アンデルセン賞画家賞
- ライプチヒ国際図書デザイン展金賞（『絵本わらべうた』『そら、にげろ』、東ドイツ文部大臣賞（『絵本わらべうた』） - 1982年